# Melvin Metcalfe Sr.
Pour les articles homonymes, voir Metcalfe.
Melvin Metcalfe Sr. est un ingénieur du son américain né le 1er novembre 1911 à New York (État de New York) et mort le 11 mai 1977 à Los Angeles (Californie).

## Filmographie

### Cinéma (sélection)
- 1953 : Le soleil brille pour tout le monde (The Sun Shines Bright) de John Ford
- 1956 : La Horde sauvage (The Maverick Queen) de Joseph Kane
- 1972 : La Légende de Jesse James (The Great Northfield Minnesota Raid) de Philip Kaufman
- 1974 : Tremblement de terre (Earthquake) de Mark Robson
- 1974 : 747 en péril (Airport 1975) de Jack Smight
- 1974 : Le flic se rebiffe (The Midnight Man) de Burt Lancaster et Roland Kibbee
- 1975 : La Kermesse des aigles (The Great Waldo Pepper) de George Roy Hill

### Télévision (sélection)
- 1956-1958 : The Millionaire (27 épisodes)
- 1957-1958 : Tales of Wells Fargo (24 épisodes)
- 1957-1959 : The Restless Gun (53 épisodes)
- 1957-1965 : La Grande Caravane (37 épisodes)
- 1958-1961 : Bachelor Father (26 épisodes)
- 1964-1970 : Le Virginien (26 épisodes)
- 1966-1967 : Laredo (20 épisodes)
- 1968-1970 : Opération vol (36 épisodes)
- 1969-1973 : The Bold Ones: The New Doctors (20 épisodes)
- 1975-1976 : Ellery Queen, à plume et à sang (21 épisodes)

## Distinctions

### Récompenses
- Oscars 1975 : Oscar du meilleur mixage de son pour Tremblement de terre

### Nominations
- BAFTA 1975 : BAFA du meilleur son pour Tremblement de terre